# Trem Desportivo Clube
Le Trem Desportivo Clube est un club brésilien de football basé à Macapá dans l'État de l'Amapá.

## Palmarès
- Championnat de l'État de l'Amapá (9)
  - Champion : 1952, 1984, 2007, 2010, 2011, 2021, 2022, 2023, 2024